# Páginas heroicas
Páginas heroicas fue una película peruana de 1926, el segundo largometraje argumental producido en Perú y el primer caso de censura cinematográfica en el país.
Ambientada durante la Guerra del Pacífico, la película trataba sobre dos enfermeras en el frente de la batalla de Huamachuco que son testigos de las atrocidades del ejercito chileno.
Programada para estrenarse en diciembre de 1926, su estreno fue cancelado luego que la Junta Censora de Películas, formada el año anterior por el gobierno de Augusto B. Leguía, temiera ofender a Chile en el contexto de las negociaciones para la reincorporación de Tacna al Perú. La compañía Atahualpa Films fue disuelta ese mismo mes y, al año siguiente, los realizadores formarían otra empresa para intentar exhibir la película, pero fue en vano. No se conservan copias de la película.